# راینهولد سن
راینهولد سن (انگلیسی: Reinhold Senn؛ زادهٔ ۶ دسامبر ۱۹۳۶) لژسوار اهل اتریش است.